# Neosybra fuscofasciata
Neosybra fuscofasciata là một loài bọ cánh cứng trong họ Cerambycidae.